# Russian Airplay Chart
Russian Airplay Chart je službena ruska top lista singlova. Top listu objavljuje Tophit.ru, a bazira se na airplayu više od 400 radio stanica u Rusiji, Zajednici Neovisnih Država i Blatičkim republikama. Tophit.ru objavljuje još neke top liste za većinu velikih ruskih gradova kao što su Moskva, Kijev te Sankt Peterburg.

## Vanjske poveznice
- Službena web stranica na engleskom (engl.)
- Službena web stranica na ruskom  Arhivirana inačica izvorne stranice od 26. srpnja 2016. (Wayback Machine) (rus.)